# Кьойджегіз (озеро)
Кьойджегіз (тур. Köyceğiz Gölü) — озеро площею 5200 га в провінції Мугла, що є одним з найбільших прибережних озер Туреччини. Воно отримало свою назву по місту Кьойджегіз, розташованому на його північному березі. Озеро сполучене зі Середземним морем вузьким каналом Дальян, який протікає по території однойменного селища і древнього міста Кавн (Каунос); канал впадає в море в районі пляжу Черепашачого берега Ізтузу.
Берега озера в і берега моря біля місця впадіння, є важливим природним заповідником і популярним туристичним напрямком. Сьогодні озеро і канал є частиною заповідника Кьойджегіз-Дальян.

## Опис
Озеро живиться річками Намнам та Юварлакчай, а також декількома невеликими гірськими поточками. Річкова вода та вода, що утворюється при таненні снігу — а також місцеві джерела з прісною водою  змішуються з теплою сірчистою водою, яка звільняється з гірського розлому і є злегка солонуватою та насиченою киснем. Глибина озера коливається від 20 до 60 метрів; сама водойма рясніє рибою.
На північному сході і південному сході береги озера Кейджегіз рівнинні, решта берегів оточено пагорбами. Найвищі з них — гора Олемез (937 м) на південному заході і Бозбурун-Тепесі (556 м) на півдні. У самому озері розташовуються п'ять незаселених островів, один з яких відомий як «Гапішане-Адасі» (Тюремний острів). Спочатку цей острів використовувався у військових цілях, а потім — перетворено на в'язницю. На початок ХХІ сторіччя він більше не використовується як місце ув'язнення і є нежилим.

## Геологія
Озеро Кьойджегіз утворилося близько 5500 років до Р.Х., коли серія землетрусу відбулась по всій східній частині Середземного моря. На південній стороні озера є геологічний розлом, що прямує NW - SE, і в якому знаходяться декілька сірчистих гарячих джерел: серед найвідоміших — «Султаніє-Спа».
Стародавнє поселення Каунос було описано давньогрецьким письменником і географом Страбонон (бл. 64/63 до Р. Х. - бл. 23/24 по Р. Х.) Як місто з корабельнями і гаванню. Це означає, що близько 2000 років тому берегова лінія знаходилася всього за 2-3 км від сучасної — а озеро Кьойджегіз існувало вже тоді. Є і ще один доказ великого віку озера — це написи в Каунос, з які сучасні дослідники дізналися, що «річка» Дальян існувала вже в ті дні і використовувалася місцевим населенням для риболовлі.

## Заповідник
У XX і XXI століттях озеро Кьойджегіз перетворилося в екологічно важливий для всього регіону район. Разом зі своїми берегами і пляжами — а також вузьким каналом Дальян — воно було включено до заповідника Кьойджегіз-Дальян з метою екологічного захисту унікального місця.
На берегах на північ від Султаніє-Спа, на північний захід від Хаміткьой, в Кейджегіз, в Кавакарасі та в Тепеарасі все ще є великі болотисті ліси з ендемічними типами рослинності — зокрема, Liquidambar orientalis. Даний вид, головним чином, зустрічається в провінції Мугла, поблизу Мармариса і в Кьойджегіз-Дальян.
Невеликі водно-болотні угіддя навколо озера Кьойджегіз також цікаві через птахів, які в них мешкають. Ці райони щорічно привертають безліч місцевих і зарубіжних орнітологів. Область навколо озера також багата різними рептиліями — декількома видами черепахам і змії — і комахами, особливо бабками. Серед видів риб, що живуть в озері, також є два ендемічних карликових бичка (Knopowitschia byblisia та Knopowitschia caunosi), які були науково описані в 2011 році.

## Туризм
Невелике місто Кьойджегіз, що дало назву і самому озеру, розташовано на його північному березі — на автодорозі з Мармарису до Фетхіє. В основному звідси починають численні «плавучі» екскурсії по водоймі, що включають і відвідування грязьових і мінеральних басейнів в Султаніє з подальшим проходженням по каналу Дальян, повз стародавні лікійські гробниці, до морського пляжу Істузу.

### Стародавні пам'ятники
Каунос — місто, розташоване на протилежному боці Дальяна — було древнім поселенням і тепер є місцевою визначною пам'яткою для туристів. Його назва неодноразово змінювалося в історії. Мавзолос — король Карії в Перській імперії протягом IV століття — зміцнював місто, яке було на той момент важливим південним форпостом його імперії.
Найяскравіша особливість археологічної пам'ятки в наші дні — це некрополь царів над Дальяном. Руїни середньовічного замку візантійської епохи доповнюють картину. Довжелезний мур оперізував колись старе місто, у якого була гавань в тому місці, де сьогодні знаходиться озеро Сюлюклю. Руїни театру, ринку (агора), лазень, храмів і деяких інших будівель — все це все ще можна побачити навколо озера. З 1967 року Університет Анкари щорічно проводить тут розкопки.